# Совка капустяна
Совка капустяна (Mamestra brassicae) — метелик з родини совок. В Україні поширений повсюдно.
Імаго — розмах крил 40-50 мм. Передні крила темно-бурі, поперечні лінії темно-бурі, ниркоподібна пляма з білою облямівкою. Задні крила cipi, по краях темні. Яйця жовто-білі, з 32-38 радіальними реберцями, діаметр 0,6-0,7 мм.

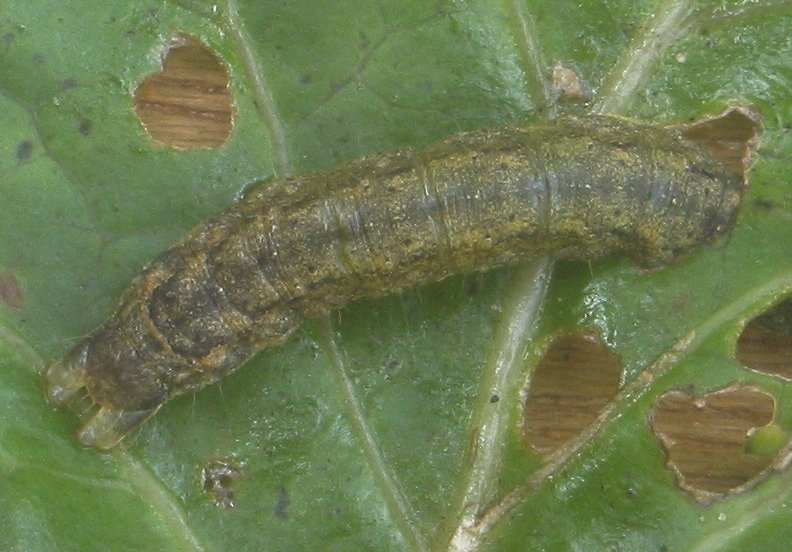
Гусениця совки капустяної

Гусениці завдовжки 35-40 мм, мінливого забарвлення — від сірувато-зеленого до темно-бурого чи майже чорного. Ha спині є ялинкоподібний малюнок з темних плям. По боках тіла жовтуваті та світлі смуги. Лялечки завдовжки 19-24 мм, червоно-бурі, на кремастері є два довгих вирости, які закінчуються загостреною булавою. Зимують лялечки в ґрунті на глибині 5-10 см.
Для відкладання яєць метеликам необхідне додаткове живлення на нектароносах. Паруються через 2-3 дні після вильоту. Яйця відкладають на нижній бік листків в один шар групами понад 20 шт. Плодючість самок — 600—2700 яєць. Ембріональний розвиток триває 4-12, a гусениць — 24-50 днів залежно від температури, вологості повітря та ґрунту. Гусениці линяють п'ять разів і проходять шість віків. Протягом року розвивається два покоління. За сприятливих температурних умов відносно короткий день викликає діапаузу лялечок. Вона проявляється в тому, що більша частина особин першого покоління діапазує. Порогова чисельність капустяної совки y фазі формування головки становить 2-3 гусениці на рослину при заселенні до 5% рослин. Ha пізніх сортах — 4-6 гусениць на рослину, при заселенні 10-12% рослин, що відповідає відловленню 9-13 імаго на феромонну пастку за п'ять днів.

## Заходи захисту рослин
Зяблева оранка, розпушування ґрунту, знищення бур'янів. Ha яйцях совки паразитує трихограма, гусениць уражує ернестія консобріна (Ernestia consobrina Mg.), екзетастес (Exetastes cinctipes Rets.) та ін. Ефективним є використання хімічних засобів.